# Новочеркасовка
Новочеркасовка — деревня в Сосновском районе Тамбовской области. В составе Верхнеярославского сельсовета.

## История
Деревня Новочеркасовка (Агудаловка) была основана в 1918 году переселенцами из села Дельная Дубрава.
Название своё получила, очевидно, от фамилии основателя - Черкасов.

## Население
| 2010 |
| ---- |
| 106  |

В 1926 году в деревне насчитывалось 99 хозяйств с населением 498 человек (мужчин — 235, женщин — 263).
По спискам сельскохозяйственного налога на 1928-29 гг. в Новочеркасовке было 96 хозяйств с населением 534 человека.
В 1960 году деревня вошла в состав совхоза "Верхнеярославский", как второе отделение
В 1960-х годах в Новочеркасовке были построены новый магазин, здание восьмилетней школы, медпункт и баня, а в 1970-е возведён большой животноводческий комплекс.
В 2010 году в деревне проживало 106 человек.
По состоянию на 2015 год в Новочеркасовке насчитывалось 145 жителей. Люди работоспособного возраста трудятся в ООО «Елена» сельскохозяйственного направления.

## Школа
С 1922 — начальная, с 1961 — семилетка, с 1962 — восьмилетка.
Здание деревянное, 1-этажное, крытое шифером, постройки 1961 г.
Отопление - печное, освещение — электрическое.
В настоящее время не функционирует.